# Metaline
Metaline az Amerikai Egyesült Államok északnyugati részén, Washington állam Pend Oreille megyéjében elhelyezkedő város. A 2010. évi népszámlálási adatok alapján 173 lakosa van.
A település 1948. október 6-án kapott városi rangot

## Éghajlat
| Hónap                         | Jan.  | Feb.  | Már.  | Ápr.  | Máj. | Jún. | Júl. | Aug. | Szep. | Okt.  | Nov.  | Dec.  | Év    |
| ----------------------------- | ----- | ----- | ----- | ----- | ---- | ---- | ---- | ---- | ----- | ----- | ----- | ----- | ----- |
| Rekord max. hőmérséklet (°C)  | 10,0  | 13,9  | 22,8  | 32,2  | 35,6 | 41,1 | 40,0 | 38,9 | 36,7  | 26,7  | 15,6  | 11,7  | 41,1  |
| Átlagos max. hőmérséklet (°C) | 0,6   | 3,9   | 8,9   | 14,4  | 19,4 | 22,2 | 27,8 | 28,3 | 22,2  | 13,3  | 4,4   | −0,6  | 13,8  |
| Átlagos min. hőmérséklet (°C) | −6,7  | −5,6  | −2,8  | 0,6   | 5,0  | 8,9  | 10,6 | 9,4  | 5,6   | 1,1   | −2,2  | −6,7  | 1,5   |
| Rekord min. hőmérséklet (°C)  | −28,9 | −26,1 | −18,9 | −12,8 | −5,6 | −1,1 | −1,1 | 0,0  | −5,6  | −12,8 | −28,3 | −33,3 | −33,3 |
| Átl. csapadékmennyiség (mm)   | 77    | 50    | 57    | 56    | 69   | 78   | 41   | 30   | 36    | 53    | 81    | 88    | 716   |
| Forrás: The Weather Channel   |       |       |       |       |      |      |      |      |       |       |       |       |       |

## Népesség
A 2010-es népszámláláskor a városnak 173 lakója, 86 háztartása és 44 családja volt. A népsűrűség 219 fő/km2. A lakóegységek száma 103, sűrűségük 130,4 db/km2. A lakosok 96%-a fehér,  2,3%-a indián,    1,7%-a pedig kettő vagy több etnikumú. A spanyol vagy latino származásúak aránya 2,3% (1,7% mexikói,   0,6% egyéb spanyol vagy latino származású.)
A háztartások 23,3%-ában élt 18 évnél fiatalabb. 40,7% házas, 2,3% egyedülálló nő, 8,1% egyedülálló férfi, 48,8% pedig nem család. 44,2% egyedül élt; 15,1%-uk 65 éves vagy idősebb. Egy háztartásban átlagosan 2,01 személy élt; a családok átlagmérete 2,84 fő.
A medián életkor 50,2 év volt. A város lakóinak 20,8%-a 18 évesnél fiatalabb, 4,1% 18 és 24 év közötti, 18,5%-uk 25 és 44 év közötti, 39,3%-uk 45 és 64 év közötti, 17,3%-uk pedig 65 éves vagy idősebb. A lakosok 53,2%-a férfi, 46,8%-a pedig nő.

## Fordítás
Ez a szócikk részben vagy egészben  a   Metaline, Washington című angol Wikipédia-szócikk ezen változatának fordításán alapul.  Az eredeti cikk szerkesztőit annak laptörténete sorolja fel. Ez a jelzés csupán a megfogalmazás eredetét és a szerzői jogokat jelzi, nem szolgál a cikkben szereplő információk forrásmegjelöléseként.